# 白鲁德
白鲁德（英語：Henry A. Byroade，音译为：亨利·A·拜罗德，1913年7月24日—1993年12月13日），美国陆军航空兵准将，美国职业外交官。1946年任驻北平的军事调处执行部美方执行处长。1952年退役后，以美国国务院“中国通”身份，历任主管近东南亚的助理国务卿，驻阿富汗、缅甸、菲律宾、巴基斯坦等中国周边4个邻国的美国大使。

## 生平
1937年毕业于西点军校。1937年至1939年在夏威夷的美國陸軍工兵部隊任职。1939年至1940年在康奈尔大学获得工学硕士学位。1940年在弗吉尼亚州朗格利空军基地组建了第一个陆军航空兵工程团。
1946年美国与中国的国共双方达成三方协议，在北平成立军事调处执行部，白鲁德晋升为准将，出任军事调处执行部美方执行处长。
1949年白鲁德以军职身份进入美国国务院，领导德国事务部门。1952年从美军退役，任近东、南亚和非洲事务助理国务卿。1955年出任驻埃及大使。第二次中东战争中美国对以色列的政策，导致其被美国锡安组织反对，1956年改任驻南非大使。随着中国在亚洲与美国的对抗升级，白鲁德1959年出任驻阿富汗大使，1963年出任驻缅甸大使，1969年出任驻菲律宾大使，1973年出任驻巴基斯坦大使。1977年退休。